# Kyläjoki (vattendrag, lat 67,38, long 26,60)
Kyläjoki är ett vattendrag i Finland.   Det ligger i landskapet Lappland, i den norra delen av landet, 800 km norr om huvudstaden Helsingfors.